# 奥雷尔·韦尔内斯库
奥雷尔·韦尔内斯库（羅馬尼亞語：Aurel Vernescu，1939年1月23日—2008年12月1日），罗马尼亚男子皮划艇运动员。他曾代表罗马尼亚参加1960年、1964年、1968年和1972年夏季奥林匹克运动会皮划艇比赛，获得一枚银牌和二枚铜牌。